# Dracena wonna

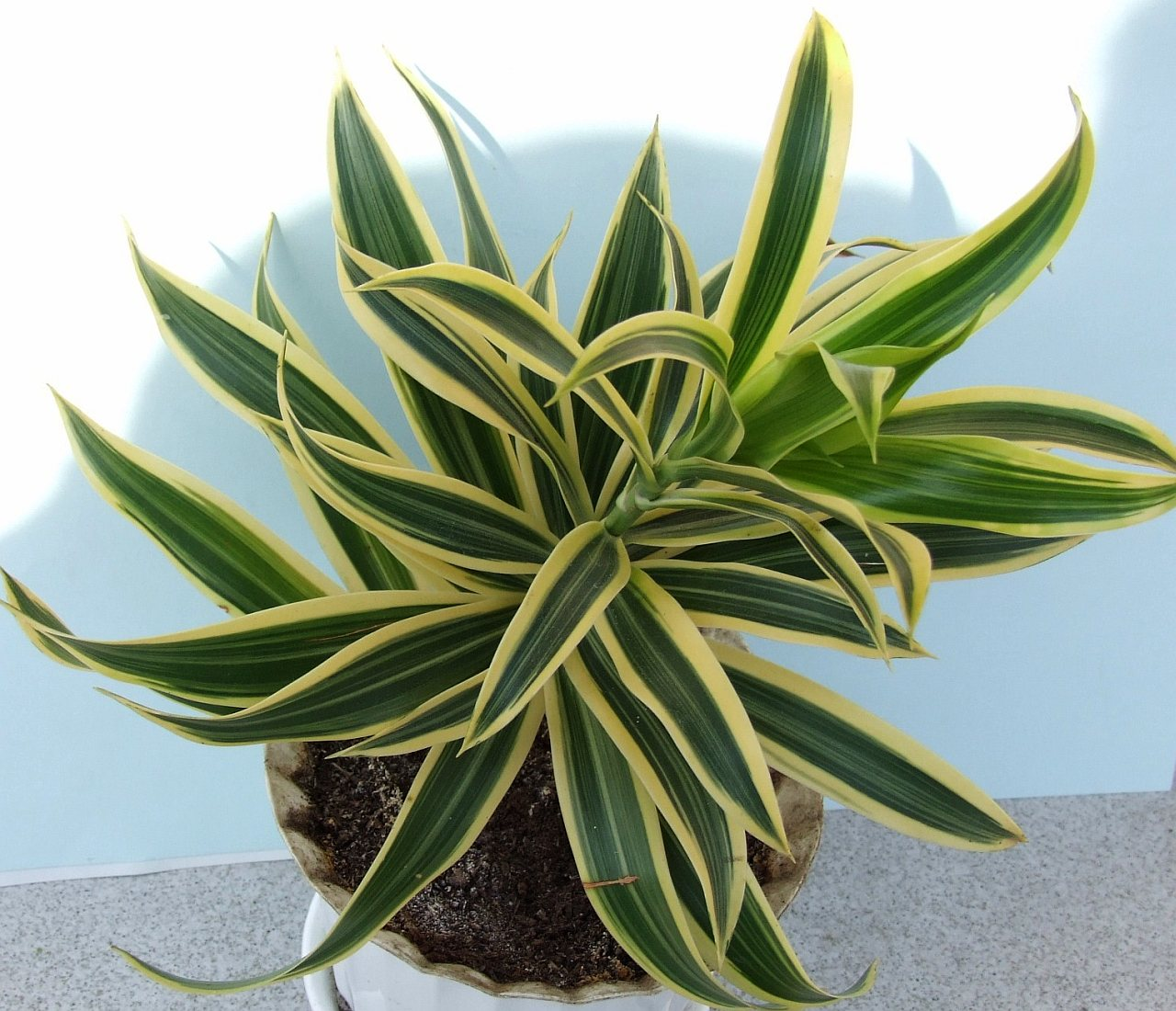
'Lindenii'

Dracena wonna (Dracaena fragrans Ker – Gawl.) – gatunek z rodziny szparagowatych. Pochodzi z tropikalnych obszarów Afryki. Jest uprawiany jako roślina ozdobna, w uprawie znajdują się głównie kultywary dużo mniejsze od typowej, dziko rosnącej formy gatunku.

## Nazewnictwo
W języku polskim nazywana jest też smokowcem wonnym, W języku łacińskim ma kilka synonimów:
- Aletris fragrans L.
- Cordyline fragrans (L.) Planch.
- Dracaena deremensis Engl.
- Pleomele fragrans (L.) Salisb.

## Morfologia
PokrójTypowa forma gatunku, dziko rosnąca w Afryce, to roślina drzewiasta, o wysokości 3-6 m.
LiścieLancetowate, o długości do 1m, wyrastające parasolowato na wierzchołku pędu.
KwiatyWonne (stąd pochodzi polska nazwa gatunkowa. Mają głęboko 6-dzielny, dzwonkowaty okwiat, 6 pręcików i 1 słupek. Są zielonkawobiałe, nieduże i zebrane w wiechę.
OwocOkrągła, żółtawa jagoda z 1 pestką.

## Zastosowanie
- W Polsce jest uprawiana jako ozdobna roślina pokojowa. W uprawie znajdują się głównie ozdobne kultywary o pasiastych, żółto wybarwionych liściach. W mieszkaniach osiągają wysokość do 60 cm, ale w sprzedaży znajdują się też okazy uprawiane na pniu, które mogą wyrosnąć do 2 m.
- W uprawie spotykamy wiele odmian, o różnych barwach liści, np.:
  - 'Lindenii' – jasnozielone, żółto obrzeżone,
  - 'Massangeana' – intensywnie zielone ze złotozielonymi pasami pośrodku
  - 'Victoria' – na brzegach liści ma szerokie, żółte pasy.
  - 'Warneckii' – liście ciemnozielone, biało obrzeżone
- W Afryce jest używana na żywopłoty.